# Cees Fasseur
Cornelis (Cees) Fasseur (Balikpapan in Nederlands-Indië, 11 december 1938 – Leiden, 13 maart 2016) was een Nederlands historicus en jurist.

## Biografie
Cees Fasseur werd in 1938 geboren in Balikpapan op Borneo, in het toenmalige Nederlands-Indië. Zijn vader was werkzaam voor de Bataafse Petroleum Maatschappij. Tijdens de Japanse bezetting van Nederlands-Indië werden Fasseur, zijn moeder en zusje opgesloten in het kamp Lampersari op Java.
In de zomer van 1946 keerde het gezin Fasseur terug naar Nederland. Cees volgde in Leiden de lagere school en het Stedelijk Gymnasium. Hij studeerde van 1957 tot 1965 rechten en geschiedenis aan de Rijksuniversiteit Leiden, waar hij lid was van het Leids Studentencorps en het Leids Historisch Dispuut Robert Fruin.
Tussen 1963 en 1965 was Fasseur doctoraalassistent strafrecht aan diezelfde universiteit. Vervolgens was hij tot 1986 raadsadviseur voor de wetgeving aan het ministerie van Justitie. Gedurende en ook na die periode hield hij zich bezig met abortuswetgeving, euthanasiewetgeving en de nieuwe politiewet. Na zijn wetenschappelijke promotie op een Nederlands-Indisch onderwerp (het cultuurstelsel) in 1975 was hij daarnaast van 1977 tot 1986 bijzonder hoogleraar vanwege het Leids Universiteits Fonds (LUF) in de Geschiedenis van de Europese Expansie.
Fasseur deelde als ambtenaar op het ministerie van Justitie een kamer met Dries van Agt. Toen deze later als minister van justitie onder vuur kwam te liggen wegens zijn volgens sommigen slappe opstelling in de zaak-Menten, bereidde Fasseur Van Agts verdediging voor. Tijdens het debat in de Tweede Kamer in februari 1977 zat hij tussen twee vuren, omdat hij Van Agt niet mocht afvallen, maar hij had ook een connectie met diens voornaamste opponent, het PvdA-Kamerlid Aad Kosto, die met hem op de middelbare school had gezeten.
Hij was een van de leden van de onderzoekscommissie die zorgde voor het veertiende en laatste deel van Loe de Jongs Het Koninkrijk der Nederlanden in de Tweede Wereldoorlog. Tussen 1986 en 2001 was Fasseur gewoon hoogleraar aan de Universiteit Leiden in de geschiedenis van Zuidoost-Azië, in het bijzonder van Indonesië en zijn betrekkingen tot Nederland. Tot zijn promovendi behoren Vincent Houben en Wim van den Doel. In De Indologen. Ambtenaren voor de Oost 1825-1950 gaf hij een schets van 125 jaar Indisch ambtenarenonderwijs die toont hoe de telkens veranderende opleiding de koloniale mentaliteit weerspiegelde. In 2002 werd hij raadsheer bij het gerechtshof Amsterdam, welke functie hij tot medio 2006 bekleedde. Van 2003 tot 2008 was hij ook lid van de Commissie van Toezicht op de Nederlandse Inlichtingendiensten. In 2009 maakte Fasseur deel uit van de Commissie van Onderzoek Besluitvorming Irak, beter bekend als de commissie-Davids, die begin 2010 aan de regering rapporteerde.
Fasseur overleed in 2016 onverwacht door complicaties bij een operatie.

## Publicaties
Als ambtenaar op het ministerie van Justitie voerde hij in de jaren 1960 een archiefonderzoek uit naar aanleiding van de commotie die ontstond na krantenpublicaties over Nederlandse wandaden begaan tijdens de politionele acties in Indië. Het rapport ging de geschiedenis in als de Excessennota. Omdat hij in tegenstelling tot minister-president Piet de Jong vond dat verder onderzoek nodig was, schreef hij aan de vooravond van het debat over de Nota onder de schuilnaam B.B. van Dongen een kritische brief aan Vrij Nederland. Fasseur heeft verscheidene publicaties over de Nederlands-Indische geschiedenis op zijn naam staan.
Hij werd bij het grote publiek vooral bekend door zijn tweedelige biografie over koningin Wilhelmina der Nederlanden. Hierin gaf Fasseur onder meer een kritische visie op de beschuldigingen van historica Nanda van der Zee, die Wilhelmina lafheid en ongrondwettelijk gedrag had verweten.
In augustus 2005 werd bekend dat Fasseur een monografie zou schrijven over de Greet Hofmans-affaire. Hij kreeg hiervoor als enige toegang tot het Koninklijk Huisarchief, het privé-archief van het koningshuis. Het boek verscheen op 11 november 2008 onder de titel Juliana & Bernhard. Het verhaal van een huwelijk. De jaren 1936-1956, met als bijlage het rapport van de commissie-Beel.
Dat Fasseur ermee heeft ingestemd dat hij als enige toegang kreeg tot relevant bronnenmateriaal, wordt hem door sommige collega-historici kwalijk genomen. Omdat andere historici geen toegang krijgen tot alle bronnen, is naar het oordeel van sommigen een wetenschappelijke toets (nog) niet goed mogelijk.
Over de kwestie werden in de Tweede Kamer vragen gesteld door onder anderen Ella Kalsbeek. Premier Jan Peter Balkenende antwoordde hierop dat het aan de eigenaar, koningin Beatrix, is om te beslissen wie zij toegang geeft, daar het om een particulier archief gaat.
Groene-redacteur Aart Brouwer stelde daarentegen dat het archief "voor een deel politiek relevant" is. Volgens hem is Beatrix' keuze om juist Fasseur toegang tot haar archief te geven het "stevige pro-Oranjestandpunt" dat Fasseur in zijn biografie van Wilhelmina innam en de wens om tegenwicht te bieden aan het uiterst kritische Prins Bernhard, een politieke biografie van Wim Klinkenberg uit 1979. Overigens werd Fasseur na verschijning van het boek ook verweten dat hij te veel partij koos voor de prins. Fasseur stelde daartegenover dat Bernhards optreden tijdens de Hofmans-crisis ertoe geleid heeft dat het koninklijk gezin intact bleef.

## Prijs
- 2002: Littéraire Witte Prijs

## Over Fasseur
- Hans (J.C.H.) Blom: 'Levensbericht Cornelis (Cees) Fasseur'. In: Jaarboek van de Maatschappij der Nederlandse Letterkunde te Leiden, 2016-2017, pag. 87-100

- Bibliothèque nationale de France: cb12687074c (data)
- Digitale Bibliotheek voor de Nederlandse Letteren: fass001
- Gemeinsame Normdatei: 143716824
- International Standard Name Identifier: 0000 0001 1698 2027
- Library of Congress Control Number: n80067669
- NARCIS: PRS1234890
- Nationale Bibliotheek van Israël: 987007339395005171
- Nederlandse Thesaurus van Auteursnamen: 068519656
- Système universitaire de documentation: 028534026
- Virtual International Authority File: 109656389
- WorldCat: E39PBJtgXD3X9FTxkw3Y8gKPQq